# Дербі (Айова)
Дербі (англ. Derby) — місто (англ. city) в США, в окрузі Лукас штату Айова. Населення — 90 осіб (2020).

## Географія
Дербі розташоване за координатами 40°55′49″ пн. ш. 93°27′23″ зх. д. / 40.93028° пн. ш. 93.45639° зх. д. (40.930336, -93.456483).  За даними Бюро перепису населення США в 2010 році місто мало площу 0,67 км², уся площа — суходіл.

## Демографія
Згідно з переписом 2010 року, у місті мешкало 115 осіб у 47 домогосподарствах у складі 31 родини. Густота населення становила 171 особа/км².  Було 55 помешкань (82/км²).
Расовий склад населення:
| - 99,1 % — білих |

До двох чи більше рас належало 0,9 %. Частка іспаномовних становила 0,0 % від усіх жителів.
За віковим діапазоном населення розподілялося таким чином: 24,3 % — особи молодші 18 років, 60,0 % — особи у віці 18—64 років, 15,7 % — особи у віці 65 років та старші. Медіана віку мешканця становила 41,5 року. На 100 осіб жіночої статі у місті припадало 105,4 чоловіків;  на 100 жінок у віці від 18 років та старших — 112,2 чоловіків також старших 18 років.
Середній дохід на одне домашнє господарство  становив 48 028 доларів США (медіана — 48 750), а середній дохід на одну сім'ю — 66 943 долари (медіана — 70 625). За межею бідності перебувало 22,7 % осіб, у тому числі 53,1 % дітей у віці до 18 років та 0,0 % осіб у віці 65 років та старших.
Цивільне працевлаштоване населення становило 59 осіб. Основні галузі зайнятості: виробництво — 33,9 %, роздрібна торгівля — 23,7 %, освіта, охорона здоров'я та соціальна допомога — 13,6 %, публічна адміністрація — 8,5 %.